# Crossaster diamesus
Crossaster diamesus är en sjöstjärneart som först beskrevs av Alexander Michailovitsch Djakonov 1932.  Crossaster diamesus ingår i släktet Crossaster och familjen solsjöstjärnor. Inga underarter finns listade i Catalogue of Life.